# Кедірі (район)
Кеді́рі (індонез. Kediri) — один з 10 районів округу Західний Ломбок провінції Західна Південно-Східна Нуса у складі Індонезії. Розташований у центральній частині. Адміністративний центр — селище Кедірі.
Населення — 55414 осіб (2012; 54204 в 2010).

## Адміністративний поділ
До складу району входять 6 селищ та 2 села:
| Населений пункт       | Населення, осіб (2010) |
| --------------------- | ---------------------- |
| Баньюмулек, селище    | 10139                  |
| Гелогор, селище       | 5983                   |
| Дасан-Бару, селище    | 3115                   |
| Джагарага-Індах, село | 5030                   |
| Кедірі, селище        | 16157                  |
| Монтонг-Аре, село     | 4726                   |
| Омбе-Бару, селище     | 4231                   |
| Румак, селище         | 4823                   |